# Kozma István (festő)
Kozma István János (Szatmárnémeti, 1937. augusztus 15. – Eger, 2020. december 11.) magyar festő- és iparművész, a Magyar Érdemrend lovagkeresztje kitüntetettje.

## Pályafutása
Rendkívül expresszív, eredeti, egyszerre modern és posztmodern képalkotásához két forrásból merített inspirációt: a 20. század elején mind a magyar, mind a román festészet megújulásában fontos szerepet játszó nagybányai művésztelep és festőiskola szelleméből, valamint az avasi-máramarosi népművészet ornamentalitásából és robusztus, belső monumentalitásából.
Kora gyermekéveitől a bányavárosban élt, itt figyeltek fel rá első mesterei. A művészeti középiskolát Marosvásárhelyen, a művészeti akadémiát Kolozsváron végezte 1963-ban végezte el, Bene József festőművész irányításával. Már középiskolás korában részt vett tárlatokon, majd akadémista és fiatal művészként az a megtiszteltetés érte, hogy együtt szerepelhetett tanáraival közös kiállításokon. A tanárai: Krizsánné Csíkos Antónia, Weith László, Agricola Lídia festők, (mindhárman Ziffer Sándor tanítványok), Vida Géza szobrász, Kádár Géza, Nagy Oszkár festőművészek. Képei szerepeltek Chivu Vasilile festő és grafikus, Apostol Nicole festő, Erdős Imre Pál grafikusművész, Kiss Károly, Thormáné Kiss Margit, nem utolsósorban Ziffer Sándor a kor neves művészeinek munkájával együtt kiállításokon.
Művészi pályájának az első, Romániában, Nagybányán zajló korszakában külön fejezetet képez az egész ország művészeti életében egyedülálló műnem:a domborművű színesfém kompozíciók műfaja.Valamint az Iza-völgyi kerámiák, Kocian barna kerámiák, melyek technikai kivitelezése igen sajátságos, hasonló a fekete kerámiához. Kozma nevéhez fűződik a Máramarosi népi szakszövetkezet létrehozása 1968-ban, melybe kb. 400 szakmunkát képviselő tag vett részt. Többségében külföldi megrendelésre készítettek különböző fa, fém és textil munkákat, melyek tervrajzait Kozma István készítette továbbá a prototípus gyártást és a termelés ellenőrzését végezte. Ez a munka nagy szerepet játszott az etnográfiai ismereteinek gyarapításában.
Ugyanakkor korán megjelennek a Magyarországon kibontakozó, immár kizárólagosan festői pályája, tehát az életmű második korszakának a képtípusai: az akt, a bivalyos és lovas kompozíciók, a csendélet-témák, valamint az absztrakcióba hajló, dekoratív elvonatkoztatások.
1990-ben Kozma István Magyarországra költözött. Először Mezőkövesden, majd Miskolcon telepedett le, aztán Egerben élt.
Festői szemléletének alapjait a nagybányai hagyományok vetették meg, de számos, az úgynevezett „neósok”, vagy más néven a „magyar vadak” a Ziffer-vonalat ítélte követendőnek, az új látványösvény kiindulópontjának. A kék szín bűvöletét és kedves témáit is örökségnek tekintette. Ama kevesek közé tartozik, aki még láthatta “élőben” mestere motívumait, de az általa megfestett változatok már saját szemléletének jegyeit viselték.
Témáit a hagyományos körből választotta. A táj, a csendélet, állatok mellett megkülönböztetett érdeklődést mutat az ember — különösen a karcsú, ruhátlan, árkádiai életérzést megtestesítő női nem — iránt. Szenvedélyes festő, életeleme a munka. Ecsetje szabadon “szárnyal”, de a forma, vonal, szín és szerkezet fegyelmező ereje kordába tudja tartani a megragadható élményt, felismerhető tartalmat hordozó “képet”.

## Díjak, elismerések
- Országos Ifjúsági Díj, Avasi lakodalom c. munkájáért (Bukarest, 1964)
- Eger Megyei Jogú Város Önkormányzatának Nívódíja, a művészeti életben betöltött munkásságának elismeréseként (2011)
- A Magyar Érdemrend lovagkeresztje (2012)

## Köztéri alkotások
- Nagybánya címere (fémdomborítás)
- Mezőkövesd város címere (fémdomborítás)
- Szerencs város címere (fémdomborítás)
- Hollósy Simon síremléke (fémdomborítás) Máramarossziget
- Krizsán János és Csikós Antónia síremléke (fémdomborítás)

## Egyéni kiállításai
- 1963-1990 között minden évben volt egyéni kiállítása Nagybányán
- 1962. Kolozsvár, „Ion Andreescu” Képzőművészeti Egyetem klubja (Kaspar Teutsch-csal)
- 1965. Bukarestben, Jack Brutaru művészettörténész nyitotta meg
- 1965. Nagybánya (Aurel Cordeával)
- 1965. Marosvásárhely, Képzőművészeti Alap terme
- 1965. Zilahon, Városi Múzeumban
- 1966. Kolozsvár, Képzőművészeti Alap terme
- 1967. Kolozsvárott, Képzőművészeti Alap épületében, fémdomborítások
- 1967. Szatmárnémetiben a Városi Galériában, Gyöngyösi Gábor író nyitotta meg
- 1967. Máramaros. Számos belső dekorációk, balladai témák feldolgozása, ábrázolása.
- 1967. Nagybánya, egy időben volt két kiállítása a városi Múzeumban és a Galéria épületében, Vida Géza és Banner Zoltán nyitották meg
- 1968. Nagybánya, Képzőművészeti Alap terme
- 1969. Kolozsvár, Állami Magyar Színház előcsarnoka
- 1972. Budapesten, az Iparművészeti Múzeum fennállásának 100 éves jubileuma alkalmából rendezett kiállítás, Borsos Miklós nyitotta meg
- 1973. Szatmárnémeti Képzőművészeti Alap terme
- 1980. Brassóban fémdomborítások, kompozíciók, rozetták
- 1990. Sátoraljaújhely, Tiszaújváros
- 1991. Miskolc, Őszi Tárlat
- 1991. Mezőkövesd, Közösségi Ház, október 18. – november 3.
- 1992. Mezőkövesd, Közösségi Ház Városi Galériája
- 1992. Debrecen, Kossuth Lajos Tudományegyetem díszudvara
- 1993. Miskolc, Mission Art Galéria
- 1993. Mezőkövesden a Művelődési Házban fémek, szőnyegek festmények kiállítása, Papp Péter nyitotta meg
- 1994. Szeged, Gulácsi Terem
- 1994. Gödöllő, Művelődési Központ
- 1994. Sátoraljaújhelyen, válogatás az 1963-90-es évek nagybányai anyagából, tájképek és kompozíciók, Banner Zoltán nyitotta meg
- 1995. Mezőkövesden a Városi Galériában
- 1996. Budapest, Bécsi úti Galéria
- 1996. Budapest, Blitz Galéria
- 1996. Budapest, Csók I. Galéria
- 1996. Budapest, Derkovits Terem
- 1996. Debrecenben, az Egyetem aulájában a nagybányáról származó anyagból
- 1996. Budapest, Gazdagréti Galéria
- 1996. Budapesti Haas Galériában
- 1996. Budapest, Mission Art & Haas Galéria
- 1996. Budapest, Műgyűjtők Galériája Aukciós Ház
- 1996. Debrecen, Koncz Galéria
- 1996. Debrecen, Medgyessy Terem
- 1996. Győr, Mariann Galéria
- 1996. Japán, Koncz Galéria
- 1996. Miskolc, Szőnyi Terem, Mission Art Galéria
- 1996. Stockholmi Galériák
- 1996. Szeged, Gulácsy Terem, szeptember 20 1997. Budapest, Bécsi úti Galéria
- 1997. Mezőkövesden a Városi Galériában, Halmai Gyula polgármester és Gyöngyösi Gábor író nyitották meg
- 1997. Budapest, Blitz Galéria
- 1997. Budapest, Csók I. Galéria
- 1997. Budapest, Derkovits Terem
- 1997. Budapest, Gazdagréti Galéria
- 1997. Budapest, Mission Art & Haas Galéria
- 1997. Budapest, Műgyűjtők Galériája Aukciós Ház
- 1997. Debrecen, Koncz Galéria
- 1997. Debrecen, Medgyessy Terem
- 1997. Győr, Mariann Galéria
- 1997. Japán, Koncz Galéria
- 1997. Miskolc, Szőnyi Terem, Mission Art Galéria
- 1997. Pécs, Ferenczy úti Galéria
- 1997. Szeged, Gulácsy Terem
- 1998. Budapest, Dohány úti Zsinagóga Galéria
- 1998. Mezőkövesden a Városi Galériában
- 1999. Budapest, Mednyánszky Galéria március 12–28.
- 1999. Miskolci Rákóczi Házban, Beke György író nyitotta meg
- 1999. Kiállítás a Pannónia Galériában, Sopronban szeptember 5–30.
- 1999. Kiállítás Egerben a Kálvin Házban október 8.
- 1999. Kiállítás Mezőkövesden június 18 – július 5.
- 1999. Stockholm (egyéni kiállítás – magán galériák)
- 2000. Kiállítás Debrecenben, a Villás Galériában. április 21. – május 13.
- 2000. Kiállítás a Sárospataki Képtárban június 23 – augusztus 6.
- 2000. Sárospataki Városi Galériában
- 2001. Hódmezővásárhely Galéria 2000 Nyitotta Banner Zoltán
- 2001-2006 között Sopronban négy alkalommal állította ki festményeit
- 2003. Eger, Kálvin-ház
- 2003. Szolnok, Art-Euro Galéria
- 2004. Hódmezővásárhely, Galéria Kétezer, június 4. – július 2.
- 2004-ben Győrött a Napóleon-házban
- 2004. Baja, Színvonal Galéria
- 2005. Eger, Trinitárius Templom-Galéria,. június 10. – július 10.
- 2005. Sopron, Pannónia Galéria, július 3. – július 31.
- 2005. Mátészalka, Szatmári Múzeum október 10. – november 15.
- 2005. Miskolc, Home Enterieur, december 2.
- 2006. Debrecen, Aranybika Galéria
- 2008. Baja, Nyitotta: Menyhárt László
- 2008. Budapest, Bank Center Galéria, Nyitotta: Klacsmányi Sándor
- 2008. Debrecen, Medgyessy Ferenc Emlékmúzeum, Nyitotta: Menyhárt László augusztus 8. – augusztus 31.
- 2008. Felsőzsolca , Bárczay kastély, Nyitotta Feledy Balázs
- 2009. Szatmárnémeti Városi Múzeum, Nyitotta: Menyhárt László
- 2009. Sopron Vármegye Galéria, Nyitotta: Salamon Nándor
- 2009. Bogács, Közösségi Ház, július 30. – augusztus 23.
- 2009. Nagybánya, szeptember 29.
- 2010. Kiállítás az Imola Központ Irodaházban, május 5-től
- 2010. Eger, Kálvin Ház,. november 26. – január 10.
- 2010. Debrecen, Aranybika Nyitotta: Vitéz Ferenc
- 2011. Nagybánya Milleniumi Városi Galéria, Nyitotta: Menyhárt László
- 2012. Kisvárda Rétközi Múzeum, Nyitotta: Sike Lajos június 16.
- 2012. Egerszalók SALIRIS Resort Hotel Nyitotta: Sike Lajos október 10.
- 2013. Miskolci Galéria, augusztus 1. – augusztus 31.
- 2014. Mezőkövesd, Közösségi Ház, június 21. – július 31.
- 2015. Budapest Semmelweis Szalon április 23.-május 15.
- 2015. Eger, november
- 2016. Debrecen
- 2016. Körmendi Galéria, Budapest, szeptember 7. – szeptember 30.
- 2017. Pécs, Galéria, április
- 2017. Budapest, Harmónia Szalon, május
- 2017. Ráckeve, július
- 2018. Miskolc, Herman Ottó Múzeum-Rákóczi-ház, február 22.
- 2018. Nagybánya, Teleki ház, április 12.